# Conjunt d'edificis al carrer Sant Isidre (Gavà)
El Carrer de Sant Isidre és un carrer de la ciutat de Gavà (Baix Llobregat) que correspon a l'expansió produïda a Gavà en el darrer quart del s. XIX, relacionada amb la urbanització dels terrenys de la família Lluch. Tot i que hi ha regències històriques on s'afirma que el carrer era obert abans de 1850, un plànol datat el mes de novembre de 1872 no reflecteix pas el seu traçat, sinó un petit tram que es denominà carrer de la Salut. Carrer format per habitatges entre mitgeres de planta baixa, pis i coberta a dos vessants amb teula àrab, balcó a la planta i pis i alguna reixa de ferro forjat. Del conjunt cal fer esmena a la casa Pujals, coneguda també com a "Jaume de Cant Trias". La seva façana reflecteix un veritable estil eclèctic: ornamentació, obertures, reixes i accés a l'interior des de la planta baixa.